# (5339) Desmars
(5339) Desmars es un asteroide perteneciente al cinturón de asteroides, descubierto el 4 de febrero de 1992 por Tsutomu Hioki y el también astrónomo Shuji Hayakawa desde el Okutama Observatory, Japón.

## Designación y nombre
Designado provisionalmente como 1992 CD. Debe su nombre a Josselin Desmars, astrónoma francesa del Observatorio de París-IMCCE.

## Características orbitales
Desmars está situado a una distancia media del Sol de 3,183 ua, pudiendo alejarse hasta 3,424 ua y acercarse hasta 2,941 ua. Su excentricidad es 0,075 y la inclinación orbital 2,386 grados. Emplea 2074,21 días en completar una órbita alrededor del Sol.

## Características físicas
La magnitud absoluta de Desmars es 12,4. Tiene 16,356 km de diámetro y su albedo se estima en 0,079. 